# Sierra de Camarena
Die Sierra de Camarena ist eine Gebirgskette am Südrand des Iberischen Gebirges.

## Lage
Die Gebirgskette ist in Richtung Südwest–Nordost ausgerichtet und verläuft parallel zum Ostrand des tektonischen Graben von Teruel, in dem die Turia fließt. Auf der Südseite der Gebirgskette liegt die Senke bei Sarrión, in der Fossilienfunde von Dinosauriern gemacht wurden.
Die Sierra de Camarena verbindet die Sierra de Javalambre mit dem Höhenzug in der Comarca Maestrazgo. Östlich vom nördlichen Teil des Gebirges fließt der Rio Mijares. 
Die höchste Erhebung ist die 1756 msnm hohe Peñablanca bei Camarena de la Sierra. Der Escandón-Pass führt die Verkehrswege von Teruel zur Mittelmeerküste über die Sierra de Camarena.